# Maccabi Tel Aviv B.C. 2016-2017
Questa voce raccoglie le informazioni riguardanti il Maccabi Tel Aviv B.C. nelle competizioni ufficiali della stagione 2016-2017.

## Stagione
La stagione 2016-2017 del Maccabi Tel Aviv B.C. è la 63ª nel massimo campionato israeliano di pallacanestro, la Ligat ha'Al.

## Roster
Aggiornato al 27 luglio 2018
| Maccabi FOX Tel Aviv 2016-17 | Maccabi FOX Tel Aviv 2016-17 |
| Giocatori                    | Staff tecnico                |
| ---------------------------- | ---------------------------- |

| N. | Naz.                                        | Ruolo | Nome              | Anno | Alt.   | Peso   |  |
| -- | ------------------------------------------- | ----- | ----------------- | ---- | ------ | ------ |  |
| 0  | Stati Uniti (bandiera)                      | G     | Andrew Goudelock  | 1989 | 191 cm | 91 kg  |  |
| 3  | Stati Uniti (bandiera)                      | AG    | Victor Rudd       | 1991 | 204 cm | 112 kg |  |
| 4  | Stati Uniti (bandiera)                      | G     | D.J. Seeley       | 1989 | 193 cm | 88 kg  |  |
| 5  | Stati Uniti (bandiera)                      | AG    | Diamon Simpson    | 1987 | 201 cm | 104 kg |  |
| 6  | Stati Uniti (bandiera)                      | G     | Devin Smith       | 1983 | 198 cm | 107 kg |  |
| 7  | Israele (bandiera)                          | G     | Tomer Zalmanson   | 1998 | 193 cm |        |  |
| 8  | Israele (bandiera)                          | G     | Dagan Yivzori     | 1985 | 193 cm | 90 kg  |  |
| 8  | Israele (bandiera)                          | AG    | Nimrod Levi       | 1995 | 208 cm | 86 kg  |  |
| 9  | Israele (bandiera)                          | P     | Gal Mekel         | 1988 | 192 cm | 87 kg  |  |
| 10 | Israele (bandiera)                          | AP    | Guy Pnini (C)     | 1983 | 201 cm | 99 kg  |  |
| 11 | Israele (bandiera)                          | AG    | Itay Segev        | 1995 | 204 cm | 102 kg |  |
| 12 | Israele (bandiera)                          | G     | Yogev Ohayon      | 1987 | 189 cm | 86 kg  |  |
| 13 | Stati Uniti (bandiera)                      | AP    | Sonny Weems       | 1986 | 198 cm | 93 kg  |  |
| 15 | Stati Uniti (bandiera) · Israele (bandiera) | AP    | Sylven Landesberg | 1990 | 198 cm | 95 kg  |  |
| 18 | Israele (bandiera)                          | G     | Iddo Ben Harush   | 1998 | 192 cm |        |  |
| 20 | Israele (bandiera)                          | AG    | Nave Ben Shemen   | 2000 | 200 cm |        |  |
| 21 | Israele (bandiera)                          | P     | Amit Ebo          | 1999 | 180 cm | 82 kg  |  |
| 23 | Stati Uniti (bandiera) · Israele (bandiera) | AG    | Joe Alexander     | 1986 | 203 cm | 102 kg |  |
| 24 | Stati Uniti (bandiera)                      | C     | Colton Iverson    | 1989 | 213 cm | 116 kg |  |
| 30 | Stati Uniti (bandiera)                      | A     | Quincy Miller     | 1992 | 206 cm | 107 kg |  |
| 33 | Germania (bandiera)                         | C     | Maik Zirbes       | 1990 | 207 cm | 115 kg |  |

| Allenatore |
| - Erez Edelstein (fino al 23 ottobre) - Rami Hadar (dal 23 ottobre fino al 16 dicembre) - Ainārs Bagatskis (dal 24 dicembre fino al 16 maggio) - Arik Shivek (dal 16 maggio) |
| Assistente/i |
| - Tim Fanning - Rami Hadar (fino al 23 ottobre) - Lior Lubin Legenda - (C) Capitano - (IN) Inattivo - Infortunato Roster                                                     |

## Mercato

### Sessione estiva
| Acquisti | Acquisti         | Acquisti        | Acquisti   | Acquisti |
| R.       | Nome             | da              | Modalità   |          |
| -------- | ---------------- | --------------- | ---------- | -------- |
| AP       | Sonny Weems      | Free agent      | definitivo |          |
| AG       | Joe Alexander    | Dinamo Sassari  | definitivo |          |
| G        | Andrew Goudelock | Houston Rockets | definitivo |          |
| A        | Quincy Miller    | Stella Rossa    | definitivo |          |
| G        | D.J. Seeley      | Gran Canaria    | definitivo |          |
| AG       | Victor Rudd      | Nižnij Novgorod | definitivo |          |
| C        | Colton Iverson   | Karşıyaka       | definitivo |          |
| C        | Maik Zirbes      | Stella Rossa    | definitivo |          |

| Cessioni | Cessioni         | Cessioni         | Cessioni                   | Cessioni |
| R.       | Nome             | a                | Modalità                   |          |
| -------- | ---------------- | ---------------- | -------------------------- | -------- |
| PG       | Taylor Rochestie | Lokomotiv Kuban' | rescissione                |          |
| AG       | Dragan Bender    | Phoenix Suns     | definitivo (1.3 milioni $) |          |
| AG       | Richard Hendrix  | Gran Canaria     | fine contratto             |          |
| G        | Yovel Zoosman    | Maccabi Ra'anana | prestito                   |          |
| C        | Trevor Mbakwe    | Málaga           | rescissione                |          |
| AG       | Brian Randle     | Free agent       | fine contratto             |          |
| AG       | Ike Ofoegbu      | Balıkesir        | fine contratto             |          |

### Dopo l'inizio della stagione
| Acquisti | Acquisti       | Acquisti           | Acquisti     | Acquisti   |
| R.       | Nome           | da                 | Data         | Modalità   |
| -------- | -------------- | ------------------ | ------------ | ---------- |
| AG       | Diamon Simpson | ČEZ Nymburk        | 1 marzo 2017 | definitivo |
| AG       | Nimrod Levi    | Mac. Rishon LeZion | marzo 2017   | definitivo |

| Cessioni | Cessioni       | Cessioni      | Cessioni        | Cessioni       |
| R.       | Nome           | a             | Data            | Modalità       |
| -------- | -------------- | ------------- | --------------- | -------------- |
| G        | Dagan Yivzori  | Hapoel Holon  | 4 gennaio 2017  | rescissione    |
| C        | Maik Zirbes    | Bayern Monaco | 24 gennaio 2017 | prestito       |
| AP       | Sonny Weems    | Free agent    | 30 gennaio 2017 | rescissione    |
| AG       | Diamon Simpson | Trotamundos   | 7 aprile 2017   | fine contratto |